# Rosa Sabater
Rosa Sabater, nome completo Rosa Sabater i Parera (Barcellona, 29 agosto 1929 – Mejorada del Campo, 27 novembre 1983), è stata una pianista spagnola.

## Biografia
Rosa Sabater i Parera nacque a Barcellona, in Spagna, figlia di Josep Sabater. Ha studiato pianoforte al conservatorio e poi ha iniziato, nel 1942, una carriera internazionale durante la quale avrebbe interpretato Mozart e i compositori spagnoli, tra cui Granados e Mompou. Ha anche interpretato Iberia di Albéniz.
È stata docente a Santiago de Compostela e al Conservatorio di Friburgo in Brisgovia (Hochschule für Musik Freiburg). Rosa Sabater è stata membro della giuria del Concorso Pianistico Internazionale Santander Paloma O'Shea nel 1982. Riceve il Creu de Sant Jordi poco prima di morire nell'incidente del volo Avianca 011 mentre era in viaggio verso il Sud America.